# Стоян Веженов
Стоян Делчев Веженов е български учител, дарител, автор и преводач на училищни учебници.
Стоян Веженов е роден в село Клисура през 1842 г. Бил е един от най-добрите учители, работил и по своето самообразование и всестранно самоусъвършенстване. След Освобождението през 1878 г. достига до длъжноста на съветник във Финансовото ведомство първоначалнно в Източна Румелия, а след Съединението работи в град София във Върховната сметна палата.

## Дарителски фонд Стоян Делчев Веженов
Завещава библиотеката си на НБКМ, а къщите си в София, Пловдив и Хисарските минерални бани дарява на Министерство на народното просвещение. С остатъкът от средствата след издаването на „Буквар за малки деца и песни“ и изплащане на текущи сметки се образува Дарителски фонд за премии на изучаващи естествените, търговските и финансовите науки. Премиите се отнасят до изучването на старата българска история в Средна Азия.

### Авторски
- Веженов, Стоян. Граматика за български език.   Пловдив, Христо Данов и сие, 1880. с. 105.
- Веженов, Стоян. Начала от държавно счетоводство.   Пловдив, Христо Данов и сие, 1887. с. 32.
- Веженов, Стоян. Образци за търговски сметки + календарче 1887 – 1911.   Пловдив, Христо Данов и сие, 1887. с. 56.
- Веженов, Стоян. Таблици за пресмятане на лихви по съкратен начин.   Пловдив, Христо Данов и сие, 1903. с. 154 + 1 лист.
- Веженов, Стоян. Азбучен списък от български имена на по-големите и по-известните растения //  Наука III., кн. 3. кн. 4.   rd.swu.bg, 1883 – 1884.

### Преводи
- Йованович, Мирослав. Химия за главни и народни училища с 10 фигури.   Пловдив, Русе, Велес, Виена, Христо Данов и сие, книгопечатница Л. Сомер и сие, 1872. с. 119.
- Де Гранж, Едмонд. Ръководство за държание на търговски книги + 4 таблици.   Пловдив, Виена, Христо Данов и сие, книгопечатница Л. Сомер и сие, 1873. с. 308.